# Donat de Besançon
Pour les articles homonymes, voir Donat, Saint Donat et Besançon (homonymie).
 (août 2020).
Si vous disposez d'ouvrages ou d'articles de référence ou si vous connaissez des sites web de qualité traitant du thème abordé ici, merci de compléter l'article en donnant les références utiles à sa vérifiabilité et en les liant à la section « Notes et références ».
Donat de Besançon ou Donat du Clamorgan est un évêque de Besançon au VIIe siècle, mort en 660.
C'est un saint chrétien, fêté localement le 7 août.

## Biographie
Donat est fils de Waldelène et d'Aelia Flavia, tous deux issus de familles romaines. Le duc Ramelène est son frère. 
Placé à Luxeuil sous la direction de Saint Colomban, il en suivit la règle durant toute sa vie. Fondateur de l'abbaye Saint-Paul de Besançon, il rédigea une règle pour le monastère de Jussa-Moutier qui a été insérée par Jean Mabillon dans ses Annales ordinis S. Benedicti. 